# Лонг-Прері (Міннесота)
Лонг-Прері (англ. Long Prairie) — місто (англ. city) в США, в окрузі Тодд штату Міннесота. Населення — 3661 особа (2020).

## Географія
Лонг-Прері розташований за координатами 45°58′43″ пн. ш. 94°51′48″ зх. д. / 45.97861° пн. ш. 94.86333° зх. д. (45.978745, -94.863214).  За даними Бюро перепису населення США в 2010 році місто мало площу 6,93 км², з яких 6,77 км² — суходіл та 0,16 км² — водойми. В 2017 році площа становила 7,29 км², з яких 7,09 км² — суходіл та 0,20 км² — водойми.

### Клімат
| Клімат : Лонг-Прері                                | Клімат : Лонг-Прері | Клімат : Лонг-Прері | Клімат : Лонг-Прері | Клімат : Лонг-Прері | Клімат : Лонг-Прері | Клімат : Лонг-Прері | Клімат : Лонг-Прері | Клімат : Лонг-Прері | Клімат : Лонг-Прері | Клімат : Лонг-Прері | Клімат : Лонг-Прері | Клімат : Лонг-Прері | Клімат : Лонг-Прері |
| Показник                                           | Січ.                | Лют.                | Бер.                | Квіт.               | Трав.               | Черв.               | Лип.                | Серп.               | Вер.                | Жовт.               | Лист.               | Груд.               | Рік                 |
| Абсолютний максимум, °C                            | 13,9                | 15,0                | 28,3                | 35,0                | 35,6                | 38,3                | 40,6                | 40,0                | 37,8                | 32,2                | 24,4                | 21,7                | 38,9                |
| Середній максимум, °C                              | −7,7                | −4,3                | 2,3                 | 12,1                | 19,1                | 24,2                | 26,8                | 25,7                | 20,2                | 12,5                | 2,7                 | −5,9                | 10,7                |
| Середня температура, °C                            | −12,8               | −9,9                | −3,1                | 5,4                 | 12,4                | 18,2                | 20,6                | 19,4                | 13,9                | 6,8                 | −1,9                | −10,3               | 5,0                 |
| Середній мінімум, °C                               | −17,9               | −15,4               | −8,6                | −1,2                | 5,8                 | 12,3                | 14,4                | 13,1                | 7,7                 | 1,0                 | −6,4                | −14,6               | −2,2                |
| Абсолютний мінімум, °C                             | −42,8               | −42,2               | −38,3               | −21,7               | −10                 | −1,7                | 1,7                 | −2,2                | −8,9                | −16,1               | −35,6               | −39,4               | −42,8               |
| Норма опадів, мм                                   | 27                  | 24                  | 47                  | 68                  | 79                  | 116                 | 100                 | 82                  | 88                  | 73                  | 40                  | 25                  | 769                 |
| -------------------------------------------------- | ------------------- | ------------------- | ------------------- | ------------------- | ------------------- | ------------------- | ------------------- | ------------------- | ------------------- | ------------------- | ------------------- | ------------------- | ------------------- |
| Джерело: w2.weather.gov/climate/xmacis.php?wfo=mpx |                     |                     |                     |                     |                     |                     |                     |                     |                     |                     |                     |                     |                     |

## Демографія

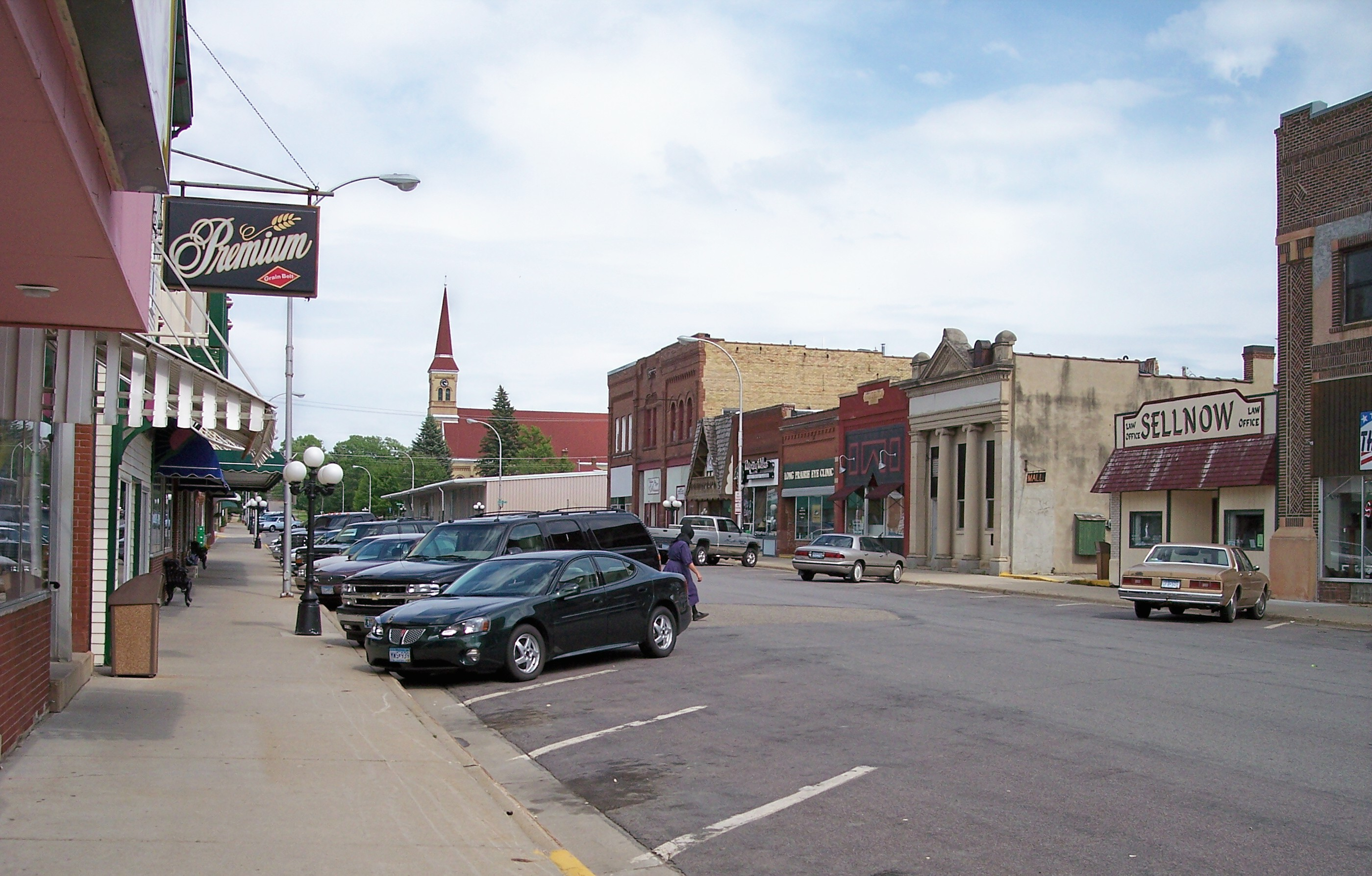
Центральна вулиця Лонґ-Прері

Згідно з переписом 2010 року, у місті мешкало 3458 осіб у 1290 домогосподарствах у складі 816 родин. Густота населення становила 499 осіб/км².  Було 1391 помешкання (201/км²).
Расовий склад населення:
| - 81,8 % — білих - 1,2 % — вихідців з тихоокеанських островів - 1,0 % — чорних або афроамериканців - 0,6 % — корінних американців - 0,6 % — азіатів - 12,7 % — осіб інших рас |

До двох чи більше рас належало 2,1 %. Частка іспаномовних становила 29,9 % від усіх жителів.
За віковим діапазоном населення розподілялося таким чином: 27,8 % — особи молодші 18 років, 54,2 % — особи у віці 18—64 років, 18,0 % — особи у віці 65 років та старші. Медіана віку мешканця становила 34,1 року. На 100 осіб жіночої статі у місті припадало 93,6 чоловіків;  на 100 жінок у віці від 18 років та старших — 89,1 чоловіків також старших 18 років.
Середній дохід на одне домашнє господарство  становив 49 733 долари США (медіана — 37 825), а середній дохід на одну сім'ю — 64 578 доларів (медіана — 51 020). Медіана доходів становила 38 194 долари для чоловіків та 31 944 долари для жінок. За межею бідності перебувало 14,9 % осіб, у тому числі 22,2 % дітей у віці до 18 років та 8,1 % осіб у віці 65 років та старших.
Цивільне працевлаштоване населення становило 1395 осіб. Основні галузі зайнятості: виробництво — 27,8 %, освіта, охорона здоров'я та соціальна допомога — 27,0 %, роздрібна торгівля — 9,7 %, будівництво — 7,8 %.